# Jeu de mots
Ne doit pas être confondu avec JeuxDeMots.
Un jeu de mots est en général n'importe quel jeu de langue qui manipule les mots ou des sonorités et en particulier celui qui consiste à créer deux mots ou deux phrases homophones (le plus souvent humoristique) ayant un sens différent. Il est généralement considéré comme un procédé poétique.
Si le jeu de mots résulte d'un hasard malencontreux, on parlera de kakemphaton. Plus précisément, s'il est la conséquence d'une construction maladroite et équivoque d'une phrase, on parlera de janotisme (exemple : « J'ai acheté un gigot chez le boucher qui était gros » ; on ne sait pas alors si c'est le boucher ou le gigot qui était gros).

## Types

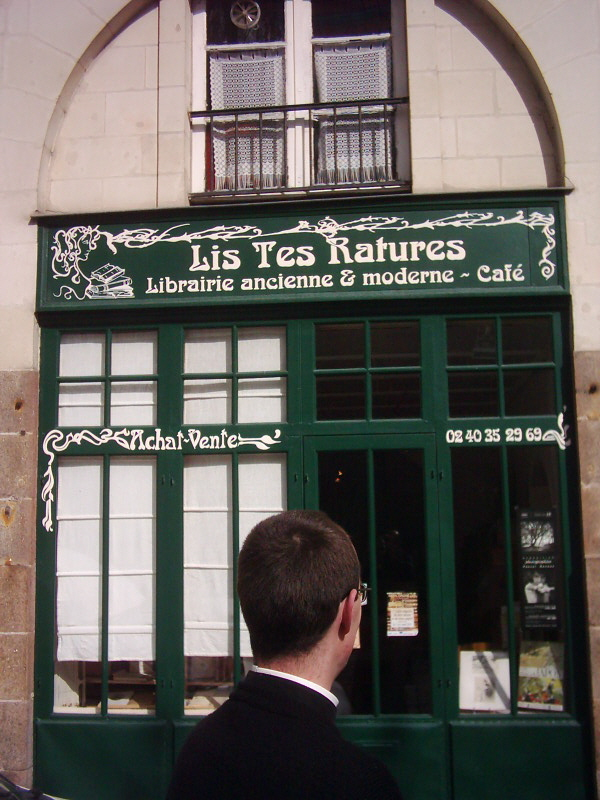
Une librairie de Nantes qui se nomme d'après un calembour sur « Littérature ».

- Un acrostiche :

poème dans lequel les lettres ou mots initiaux de chaque vers composent un mot ; exemple : la formule latine de Jean-Sébastien Bach « Regis Iussu Cantio Et Relique Canonica Arte Resoluta » forme le mot latin « RICERCAR » (qui désigne une forme archaïque de la fugue). Les « mésostiche », « téléstiche », « acroteleuton », sont des variantes dans lesquelles les lettres ou mots sont extraits à d’autres emplacements de chaque vers ou mot.
- Un allographe :

suite de lettres qui n’a de sens que si celles-ci sont prononcées l’une après l’autre ; exemple : « L.H.O.O.Q. », « F.L.M.N.H. », « G.L.L.O.Q. » (lire « 2L »), « C.O.Q.P. », « G.P.T.Q.B.C.O.P.I.D.Q.K.C. » , etc. La chanson LNA HO, de Michel Polnareff, est entièrement composée sur ce principe.
- Un ambigramme :

mot qui, par un jeu de symétrie (centrale, horizontale ou verticale), soit se transformera en un autre mot, soit gardera son apparence ; exemple : « suissesse » qui retourné à 180° donne « assassins », « NON » qui retourné à 180° se lit toujours « NON », « ECHEC » qui peut être lu de la même manière en plaçant un miroir sous le mot.
- Un anacyclique :

mot ayant aussi un sens lorsque lu de droite à gauche. Exemples : « Noël - Léon », « tracé - écart », « nom - mon », « repas - saper ». « Laval », « kayak » et « radar » sont des palindromes, cas particulier d’anacyclique où le mot s’auto-génère.
- Une anagramme :

permutations de lettres qui forment un nouveau mot ; exemple : « Boris Vian » donne « Bison ravi ».
- Une antonomase :

nom propre utilisé comme nom commun ; exemple : « Watt », « Ampère », « don Juan », « Tartuffe », « Pénélope », « Vandale », « Mégère », « Poubelle », etc.
- Une auto-traduction :

nom qui, décomposé en deux termes, donne la traduction du premier dans une autre langue ; exemple : « Aubergine → Auberge (fr) + Inn (en) », « Waterloo → water (en) + l’eau (fr) », « Merci → Mer (fr) + Sea (en) ».
- Un bigramme :

construction de deux mots à partir des lettres d’un seul, en n’utilisant qu’une seule fois chaque lettre mais en les utilisant toutes ; exemple : « Réa donne Ré + à » (on ne tient pas compte des accents).
- Une boutade :

mot d’esprit, plaisanterie originale ou qui joue sur le paradoxe ; exemple : « Mon Dieu, mon Dieu, délivrez-nous de toutes les religions ».
- Une cacographie :

orthographe fautive ou mauvais style. Les cacographies sont courantes dans les toponymes dont on a oublié l’étymologie ; exemple : « Châlons » et « Chalon ».
- Un cadavre exquis :

jeu visant à ajouter des mots au fur et à mesure, sans voir ceux déjà écrits, jusqu’à former une phrase surréaliste. Ce jeu littéraire a été inventé à Paris, au 54 rue du Château, dans une maison où vivaient Marcel Duhamel, Jacques Prévert et Yves Tanguy.
- Un calembour :

jeu de mots basé sur l’homophonie (mots qui se prononcent de la même façon) ou la polysémie (mot ayant plusieurs sens) ; exemple : « Demandez nos exquis mots ! »
- Une charade :

décomposition phonétique d’une expression à deviner en plusieurs mots, définis l’un après l’autre ; exemple : « Mon premier est un animal, mon second est un abri, mon tout est un jeu de mots ; réponse : chat + rade = charade ».
- Un cratylisme :

croyance dans un symbolisme naturel et figé des sons (nom issu d’un dialogue de Platon, le Cratyle).
- Une contrepèterie :

phrase changeant de sens, après permutation de lettres ou groupes de lettres ou phonèmes. Le résultat a en général une connotation grivoise ou scatologique (« Le général est arrivé à pied par la Chine », est le titre d'un recueil du Canard enchaîné) ; parfois ce n'est pas une lettre mais des mots entiers qui sont intervertis pour changer leur sens par homophonie (« J'ai le sang qui bout » devient « J'ai le bout qui sent ». Les contrepèteries du Canard enchaîné contiennent souvent les mots « con » (sexe féminin) ou « vit » (prononcé « vi ») (sexe masculin) (« Sur un pont ce caméléon » devient « Sur un con se pamait Léon »). Des contrepèteries sont attribuées au journal L'Équipe mais en réalité celui-ci ne publie aucune contrepèterie (« Tsonga a un tennis prévisible »). Certaines contrepèteries sont glissées à un collègue en réunion de travail pour détendre l'atmosphère ou tromper l'ennui (« À l'Éducation Nationale, on aime bien l'équipe en place »).
- Duomots :

mots formés de deux mots de même sens ; exemples : « Pégase » (pet + gaz), « trouffion » (trou + fion), « Bourvil » (bourg + ville).
- Un dingbat :

rébus graphique ; exemple : « NUATETEGES = La tête dans les nuages ».
- Un faux proverbe :

pastiche limité à une formule courte, imitant un proverbe ; exemple : « Bien mal acquis ne profite qu'après » (Coluche).
- Une homéotéleute :

répartition d’un même « son » à la fin d’une phrase ou des membres d’une phrase ; exemples : « miraculeuse » donne « merveilleuse » , « étonnante » donne « surprenante ».
- Une homophonie :

mots ou groupe de mots donnant le même son ; exemple : « père » et « paire ». Depuis la fin du XXe siècle, la majeure partie de la presse écrite française cherche à n'éditer que des titres contenant une homophonie, c'est même systématique pour le journal Libération. Cette pratique est décriée car, le plus souvent, le jeu de mots est astucieux mais de rares personnes ne le trouvent pas drôle (« Sanchez perd son fauteuil → l'entraineur Sanchez a perdu sa place sur le banc du Valenciennes FC »)
- Un lipogramme :

texte qui n’utilise pas certaines lettres ; exemple : La Disparition, roman écrit sans « e ».
- Un mot-valise :

mot imaginaire formé à partir de deux mots ; exemple : « Goldorak + Chirac » donne « Goldochirac ».
- Un néologisme :

personnalisation d’une expression ; exemple : « myspacien ».
- Un palindrome :

mot ou phrase qui peut aussi se lire de droite à gauche. « Élu par cette crapule » ou « Ésope reste ici et se repose » ou « Engage le jeu que je le gagne ».
- Un pangramme :

phrase comportant toutes les lettres de l’alphabet ; exemple : « Portez ce vieux whisky au juge blond qui fume. »
- Une paronymie :

association de deux expressions par ressemblance sonore ; exemple : « Les touches t'y aident » (les douches tièdes) (Boby Lapointe) ; « Tu votes parce que c’est bien délire » (c’est bien d’élire) (La chanson du dimanche) : « Sur le Racine mort le Campistron pullule » (Sur la racine morte le champignon pullule) (Victor Hugo).
- Un pendu :

le pendu est un jeu consistant à trouver un mot en devinant quelles sont les lettres qui le composent. Le jeu se joue traditionnellement à deux, avec un papier et un crayon, selon un déroulement bien particulier.
- Un poème holorime :

cas particulier de l’homophonie : vers qui ont une prononciation identique ; exemple : « Par les bois du Djinn, où s’entasse de l’effroi, parle et Bois du gin ! … ou cent tasses de lait froid » (Alphonse Allais). Ou encore : « Gal, amant de la Reine, alla, tour magnanime, Galamment de l'arène à la tour Magne, à Nîmes » (Marc Monnier).
- Une polysémie :

mot ou expression qui a deux, voire plusieurs sens différents, sans homonymie, c’est-à-dire que le concept de base reste identique ; exemple : « Blanc » peut exprimer la couleur, l’espace, le vin, la viande ou la couleur de peau.
- Un rébus :

suite ou combinaison d’éléments graphiques dont l’interprétation, généralement phonétique, produit un énoncé (phrase, mot, expression…). C’est l’équivalent graphique de la charade.
- Un rétroacronyme :

interprétation d’un mot comme un acronyme, alors que ce n’en est pas un à l’origine ; exemple : « PTT = Petit Travail Tranquille ».
- Un shiritori :

jeu japonais dans lequel les joueurs doivent dire un mot qui commence avec le dernier kana (more) du mot précédemment cité. En français, on utilise la ou les dernières syllabes ; exemple : « Seulement → mentir → tiraillé → … ». La chanson enfantine Trois petits chats en est un bel exemple.
- Un sigle auto-référentiel :

forme d'acronymie qui fait appel à la récursivité et plus précisément à l'auto-référence dans un procédé de mise en abyme littéraire. On parle aussi d'autonymie. On trouve des sigles auto-référentiels essentiellement en développement informatique. Exemple : GNU pour « GNU is Not UNIX ».
- Un trompe-oreilles :

phrase difficile à comprendre et qui donne l’impression d’être en langue étrangère ou d’avoir une autre signification ; exemples : « Mur usé, trou s’y fait, rat s’y met » ; « Tes laitues naissent-elles ? Oui mes laitues naissent » ; « Qu’a bu l’âne au lac ? L’âne au lac a bu l’eau » ; « Baisse ta gaine Berthe, que j'tate ta croupe. » ; « Vous avez déjà goûté les mélokos ? — Non — Les mets locaux, les plats du coin » (Gustave Parking).
- Toc toc toc ! :

blagues commençant par « toc toc toc » et jouant sur le nom de la personne qui est censée frapper à la porte ; exemple : « Toc toc toc ! — Qui est là ? — Sheila. — Sheila qui ? — Sheila lutte finale... ».
- Un virelangue :

phrase difficile à prononcer ; exemple : « Les chaussettes de l’archiduchesse sont-elles sèches ou archi-sèches ? », « Bonjour madame Sans Souci, combien sont ces six cent six saucissons-ci ? Ces six cent six saucissons-ci sont six sous. Six sous, ces six cent six saucissons-ci ! Si ces six cent six saucissons-ci sont six sous, ces six cent six saucissons-ci sont trop chers ! »